# Вокзальна (зупинний пункт)
Вокза́льна (приміські платформи станції Київ-Пасажирський,  до 18 січня 2024 року — Півні́чна) — пасажирський зупинний пункт Київського залізничного вузла Київської дирекції Південно-Західної залізниці на обхідній колії, з північної сторони від Центрального залізничного вокзалу станції Київ-Пасажирський. Платформи № 1 та № 2 — з транзитним рухом приміських електропоїздів, № 3 та № 4 — тупикові, які сполучені із Вокзальною площею сходами.

## Історія
Північну обхідну лінію біля вокзалу прокладено 1907 року, одночасно з перенесенням товарної станції до урочища Протасів Яр. Рік відкриття зупинного пункту достеменно невідомий, проте імовірно, що це відбулося вже у повоєнну добу, у 1940-х роках.
У 1986 році зведений залізобетонний надземний пішохідний міст.
2001 року, в ході реконструкції Центрального вокзалу станції Київ-Пасажирський, залізничну платформу пребудовано — зведено приміщення Приміського вокзалу, нову острівну платформу, подовжено існуючу бічну платформу, прокладені дві тупикові колії. Через Північні платформи курсують приміські та вантажні поїзди.
З 4 жовтня 2011 року платформа Вокзальна — одна із зупинок міської електрички.
На початку грудня 2020 року «Укрзалізниця» завершила ремонт пішохідного мосту через головні колії станції Київ-Пасажирський. Залізничниками було встановлено на пішохідному мосту нове перильне огородження та проведено низку інших робіт, а саме, в ході ремонту замінені нові сходи на північній платформі № 2, асфальтне покриття мосту та сходів, облаштовано тактильною плиткою. Оновлений міст враховує потреби пасажирів з обмеженими можливостями, для яких облаштовано зручний прохід із пандусами для візків та ручної поклажі. На мосту та сходах встановлено нове LED-освітлення.
18 січня 2024 року рішенням Київської міської ради зупинний пункт Північна перейменований на Вокзальну

## Галерея

Північні платформи
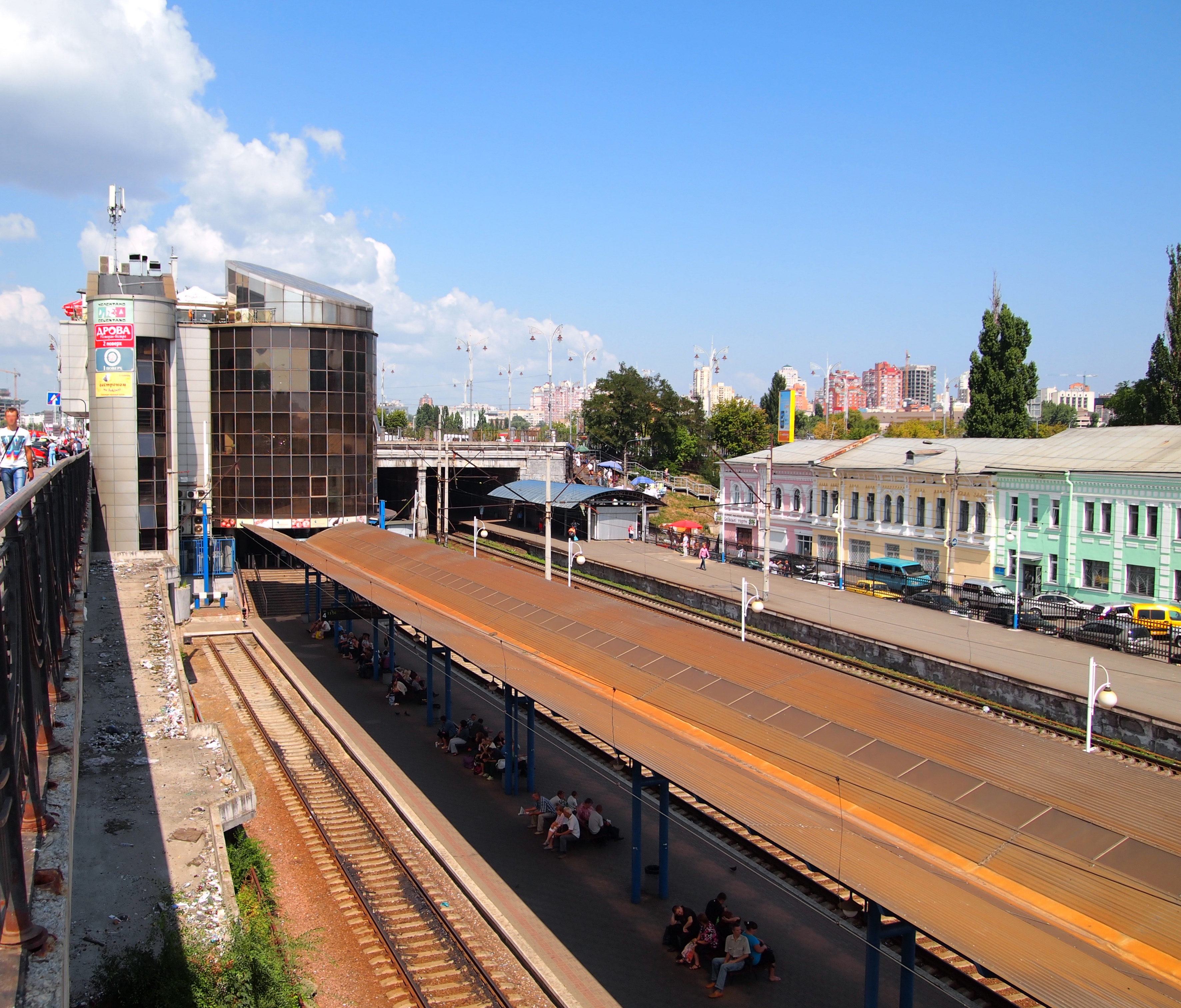
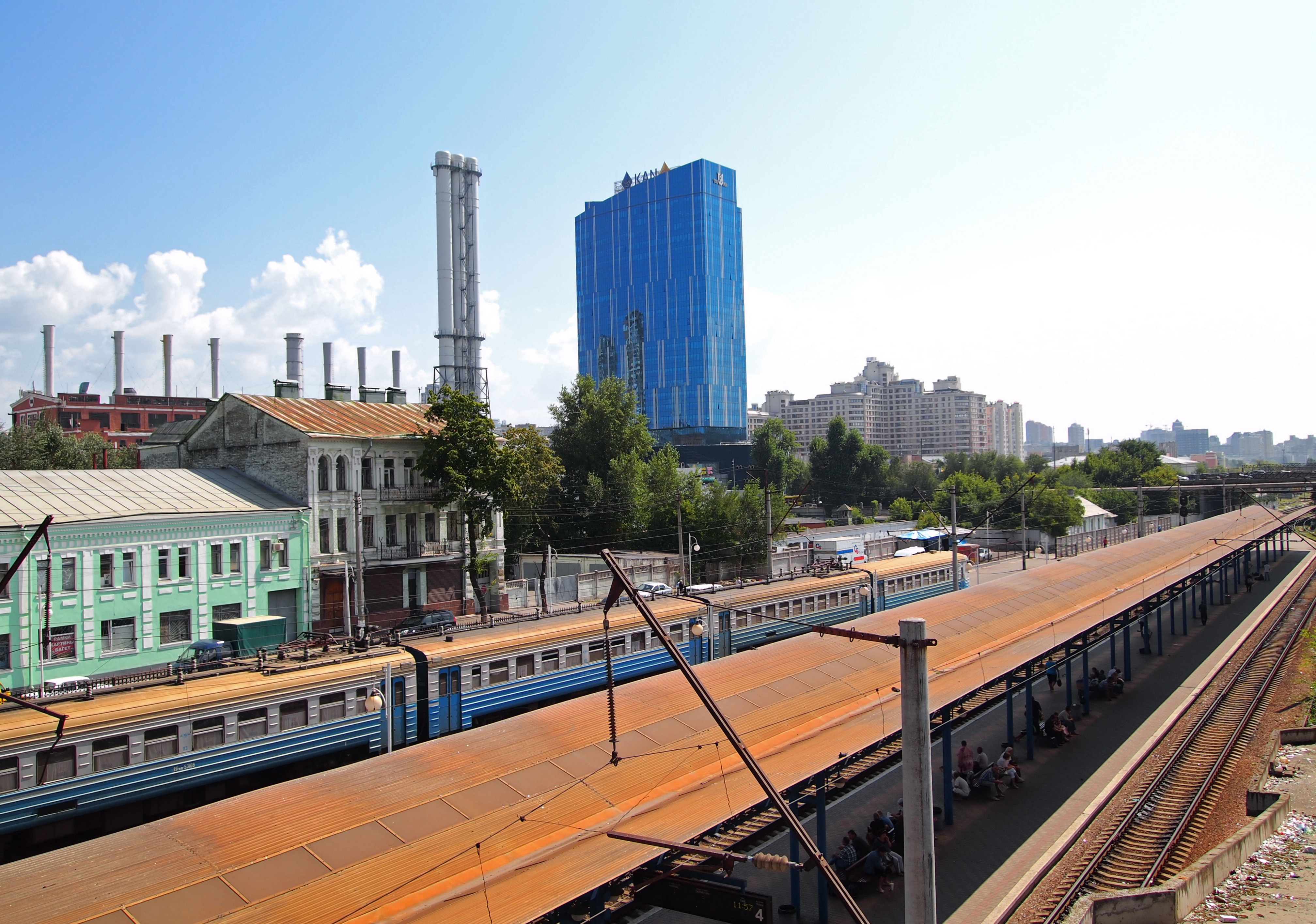
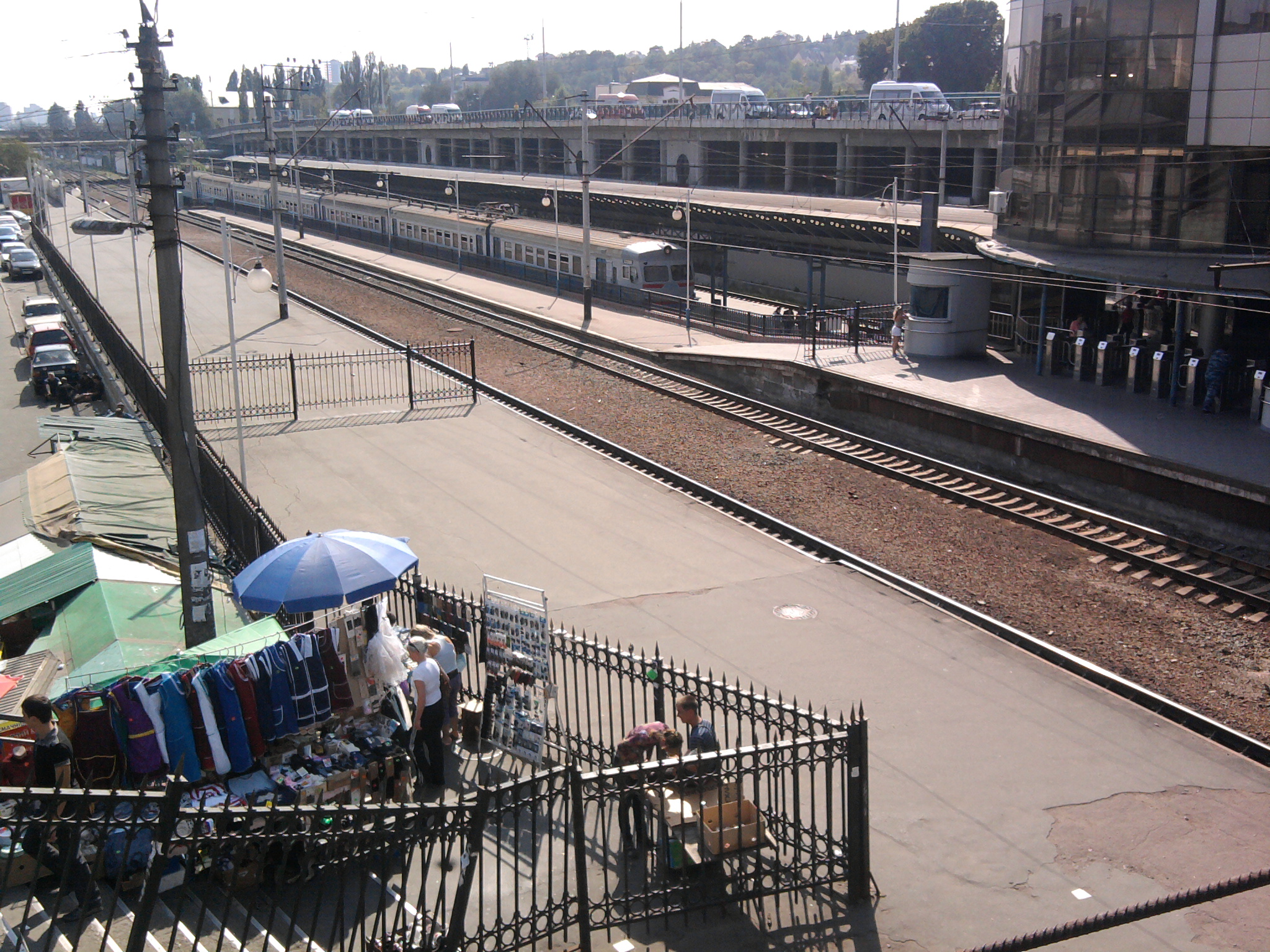
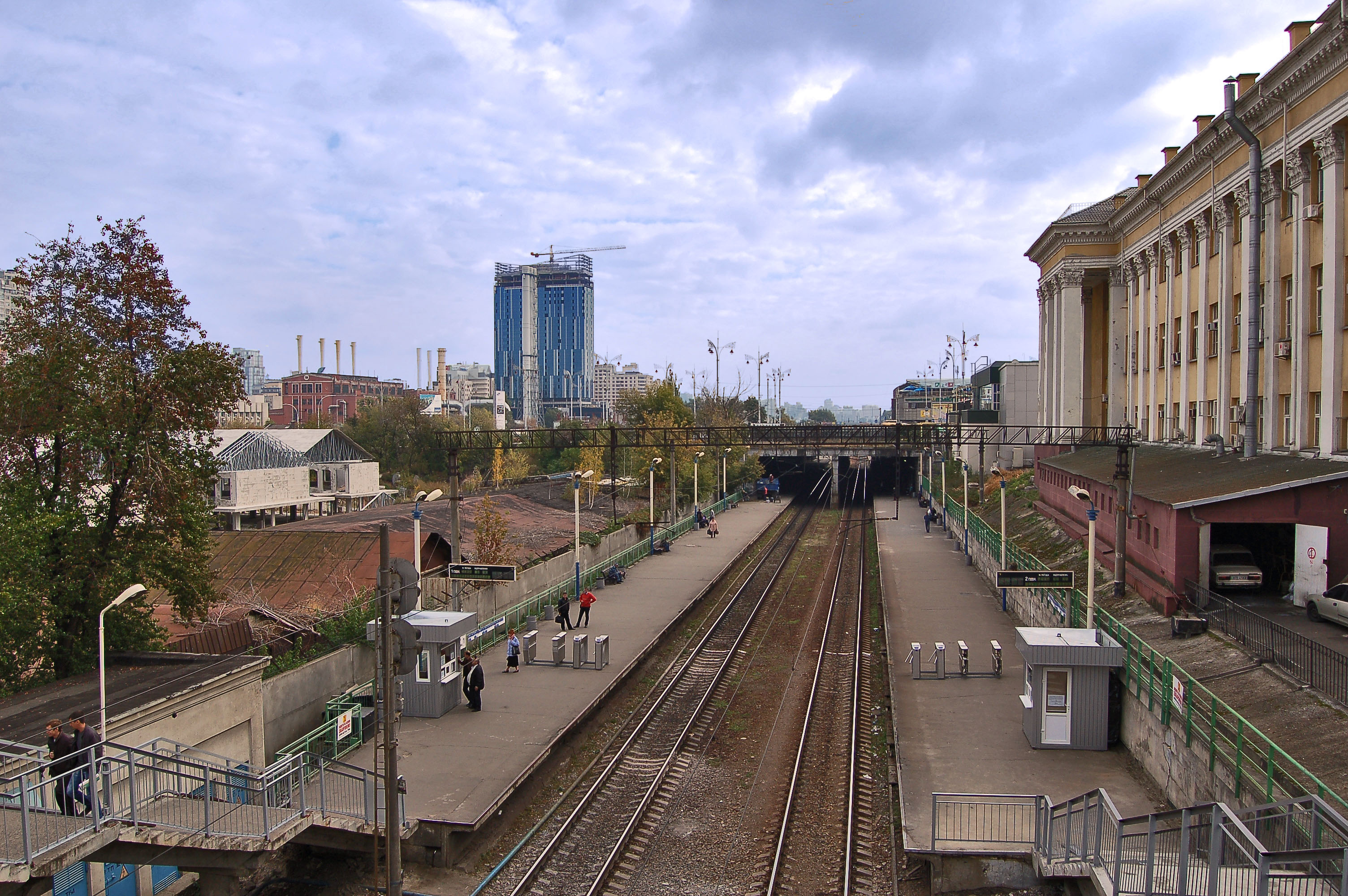